# Colli Pesaresi novello
Il Colli Pesaresi novello è un vino DOC la cui produzione è consentita nella provincia di Pesaro.

## Caratteristiche organolettiche
- colore: rosso granata non troppo carico, con lievissimi riflessi tendenti al violaceo.
- odore: vinoso, delicato, caratteristico.
- sapore: asciutto, armonico con fondo leggermente amarognolo.

## Produzione
Provincia, stagione, volume in ettolitri
- Pesaro  (1994/95)  221,97
- Pesaro  (1995/96)  209,86
- Pesaro  (1996/97)  240,17